# 资产阶级民族主义
在马克思主义理论中，资产阶级民族主义（英語：Bourgeois nationalism）是指占统治地位的资产阶级的意识形态，旨在通过呼吁民族团结来克服无产阶级和资产阶级之间的阶级对立。它被视为转移对阶级斗争的关注，并试图通过将资本家利益构建为“国家利益”，从而将资产阶级的利益强加于无产阶级之上。国际上，它旨在制造不同民族工人之间的对立，并作为分而治之的策略。资产阶级民族主义与左翼民族主义和无产阶级国际主义相对立。